# Strombosia pustulata
Strombosia pustulata là một loài thực vật có hoa trong họ Olacaceae. Loài này được Oliv. miêu tả khoa học đầu tiên năm 1894.